# Meriadoc Brandibuck
Meriadoc Brandibuck, detto Merry (Meriadoc Brandaino nella nuova traduzione italiana; in Ovestron Kalimac Brandagamba, abbreviato Kali, che significa "felice, gaio"; in originale Meriadoc Brandybuck), è un personaggio di Arda, l'universo immaginario fantasy creato dallo scrittore inglese J. R. R. Tolkien. È uno dei protagonisti del romanzo Il Signore degli Anelli.

## Storia
È uno Hobbit ed è tra i migliori amici di Frodo Baggins, che accompagnerà, assieme all'inseparabile amico Pipino, nel suo lungo cammino verso il Monte Fato, entrando a far parte dei nove della Compagnia dell'Anello. Tradotto dall'autore in Inglese dalla Lingua Comune della Terra di Mezzo, il nome Merry ha il significato di Felice.

### Nella Compagnia
Merry, all'inizio del viaggio, va insieme a Grassotto Bolgeri nella nuova casa acquistata da Frodo a Crifosso oltre il Brandivino, nelle vicinanze della città di Buckburgo. La notte in cui arriva Frodo fuggito da Hobbiville, si reca indietro verso il fiume Brandivino, preoccupato del suo ritardo, aspettandolo presso il fiume. A Brea, dopo la cena, esce a fare una passeggiata e per primo entra in contatto con i cavalieri neri, sentendo gli effetti della presenza di questi. Fino alla separazione della Compagnia il suo viaggio prosegue all'interno di essa.

### La cattura
Viene catturato dagli Uruk-hai mandati da Saruman insieme a suo cugino Pipino ed assiste al sacrificio di Boromir, che aveva cercato di salvarli ed era morto nel tentativo. Merry riesce a liberarsi dagli Uruk-hai vicino a Fangorn: i due Hobbit si dirigono dentro la foresta dove incontrano Barbalbero, un Ent che li accoglie nella sua casa e permette loro di assistere all'Entaconsulta, in seguito alla quale gli Ent decidono di attaccare Isengard; Merry e Pipino assistono alla furia degli Ent e alla distruzione della roccaforte di Saruman.

### Al servizio di Rohan
Con l'arrivo di re Théoden di Rohan, di Gandalf, Aragorn, Gimli e Legolas ad Isengard, Merry e Pipino lasciano Barbalbero e si dirigono verso Edoras. La disavventura di Pipino con il Palantír di Saruman fa sì che Merry resti da solo con re Théoden, mentre tutti gli altri suoi amici partono in tempi diversi verso Gondor. Arrivato ad Edoras, re Théoden vuole impedire a Merry di proseguire il suo viaggio non ritenendolo adatto alla lunga cavalcata attraverso l'Anórien. Merry ha la fortuna di incontrare Éowyn, la nipote del re, travestita da cavaliere, che lo fa montare sul suo cavallo e lo accompagna fino alle mura di Minas Tirith.
Sotto le mura di Minas Tirith il cavallo di Éowyn sbalza a terra i due cavallerizzi dopo che il capo dei Nazgûl è sceso spaventando Nevecrino, il cavallo di Théoden, e tutta la sua scorta. Éowyn si para davanti al Re stregone di Angmar. Una profezia affermava che nessun uomo avrebbe potuto uccidere questo Cavaliere Nero: Merry, uno hobbit, però colpisce il Nazgûl nel tendine della gamba con la spada che aveva trovato nei Tumulilande, spada che era stata forgiata al tempo in cui il Cavaliere Nero era capo di Angmar e che quindi è la migliore arma per colpirlo. Successivamente Éowyn, una donna, finisce il Nazgûl, che sparisce dal mondo. Avendo colpito quell'immonda creatura Merry viene colpito dall'Alito Nero, che lo debilita, assieme a Éowyn, in maniera notevole.

### La guarigione e il ritorno a casa
Merry guarisce grazie all'intervento di Pipino che lo porta nelle Case di guarigione della città e a quello di Aragorn, che con l'uso dell'erba Athelas lo guarisce. Merry assiste alla partenza dell'esercito verso i Cancelli del Morannon, senza potervi partecipare dato il suo stato ancora convalescente. Quando a Minas Tirith giunge notizia della vittoria, parte assieme ai commilitoni abbastanza in forma, per partecipare alla festa che celebra la vittoria sul Campo di Cormallen. Dopo il matrimonio di Arwen e Aragorn e il funerale di Théoden, a cui Merry partecipa in maniera molto sentita per lo stretto rapporto che lo legava al re di Rohan, i quattro Hobbit tornano verso la Contea, dove scacciano definitivamente Saruman e i suoi sotterfugi, ristabilendovi l'ordine. Merry, già di famiglia uno hobbit decisimente più bellicoso del normale, e temprato dalle sue battaglie, oltre che essere a questo punto lo hobbit più alto della storia, funge da stratega e "generale". Pipino, alto quasi quanto lui e altrettanto imponente per uno hobbit, della famiglia più nobile e influente della Contea, si occupa invece del reclutamento dei ribelli.

### Eventi successivi (dall'Appendice)
Meriadoc/Merry, detto "il Magnifico", diventa Signore della Terra di Buck nel 1432 (Calendario della Contea); due anni dopo Merry, insieme a Pipino, è nominato Consigliere del Regno del Nord. Nel 1484 lascia la Contea, sempre insieme a Pipino, per andare a trovare l'amico Re Éomer di Rohan. Dopo il decesso di quest'ultimo i due Hobbit si trasferiscono a Gondor, dove Merry morirà e verrà sepolto a Rath Dinen, la necropoli dei re, e dove più tardi verrà posto anche il sepolcro di Aragorn.

## Adattamenti
Nella trilogia cinematografica diretta da Peter Jackson, Merry è stato interpretato da Dominic Monaghan.